# Le Blanc, le Jaune et le Noir
Pour plus de détails, voir Fiche technique et Distribution.
Le Blanc, le Jaune et le Noir (Il bianco, il giallo, il nero) est un film italien réalisé par Sergio Corbucci, sorti en 1975.

## Synopsis
Au XIXe siècle, des Japonais voyagent aux États-Unis pour remettre au président un poney sacré. Cet animal, considéré comme une divinité, est dérobé peu après. Trois hommes aux cultures et aux ambitions différentes s'allient pour le retrouver : le shérif Gideon, Saoura, l'assistant du samouraï spolié puis tué, et Stetson, un sympathique hors-la-loi suisse…

## Fiche technique
- Titre : Le Blanc, le Jaune et le Noir
- Titre original : Il bianco, il giallo, il nero
- Réalisation : Sergio Corbucci
- Scénario : Mario Amendola, Renée Asso, Luis G. de Blain, Sergio Corbucci et Santiago Moncada d'après une histoire de Marcello Coscia et Antonio Troisa
- Directeur de la photographie : Luis Cuadrado
- Cadreur : Teo Escamilla
- Montage : Eugenio Alabiso
- Musique : Guido et Maurizio de Angelis
- Pays :  Italie
- Genre : Western spaghetti, Film d'aventure, Comédie
- Durée : 112 minutes
- Dates de sortie :
  -  Italie : 17 janvier 1975
  -  Allemagne de l'Ouest : 27 février 1975
  -  Espagne : 17 mars 1975
  -  France : 4 juin 1975

## Distribution
- Giuliano Gemma (VF : Dominique Paturel) : Stetson dit « Blanc de Blanc »
- Tomás Milián (VF : Gérard Hernandez) : Saoura (Sakura en VO)
- Eli Wallach (VF : André Valmy) : Shérif Edward Gideon dit « Black Jack »
- Manuel de Blas (VF : Gérard Dessalles) : Major Donovan
- Jacques Berthier (VF : Lui-même) : Kelly Butler
- Romano Puppo : Kady
- Nazzareno Zamperla : Sergent Donovan
- Ideo Saito (VF : Yves Barsacq) : Yamoto, le samouraï
- Frank Nuyen (VF : Albert Augier) : le consul japonais
- Lorenzo Robledo (VF : Henry Djanik) : le colonel
- Mirta Miller (VF : Jacqueline Cohen) : la rousse du Saloon
- María Isbert (VF : Paule Emanuele) : la femme de Gideon
- Victor Israel (en) (VF : Albert Augier) : le maire enfermé avec les villageois
- Dan van Husen (VF : Jacques Balutin) : Albino
- Giovanni Petrucci

## Autour du film
Le titre du film, aussi bien l'original que le français, s'inspire de celui du film de Sergio Leone, Le Bon, la Brute et le Truand, dans lequel Eli Wallach avait également joué.